# Schloss Stains

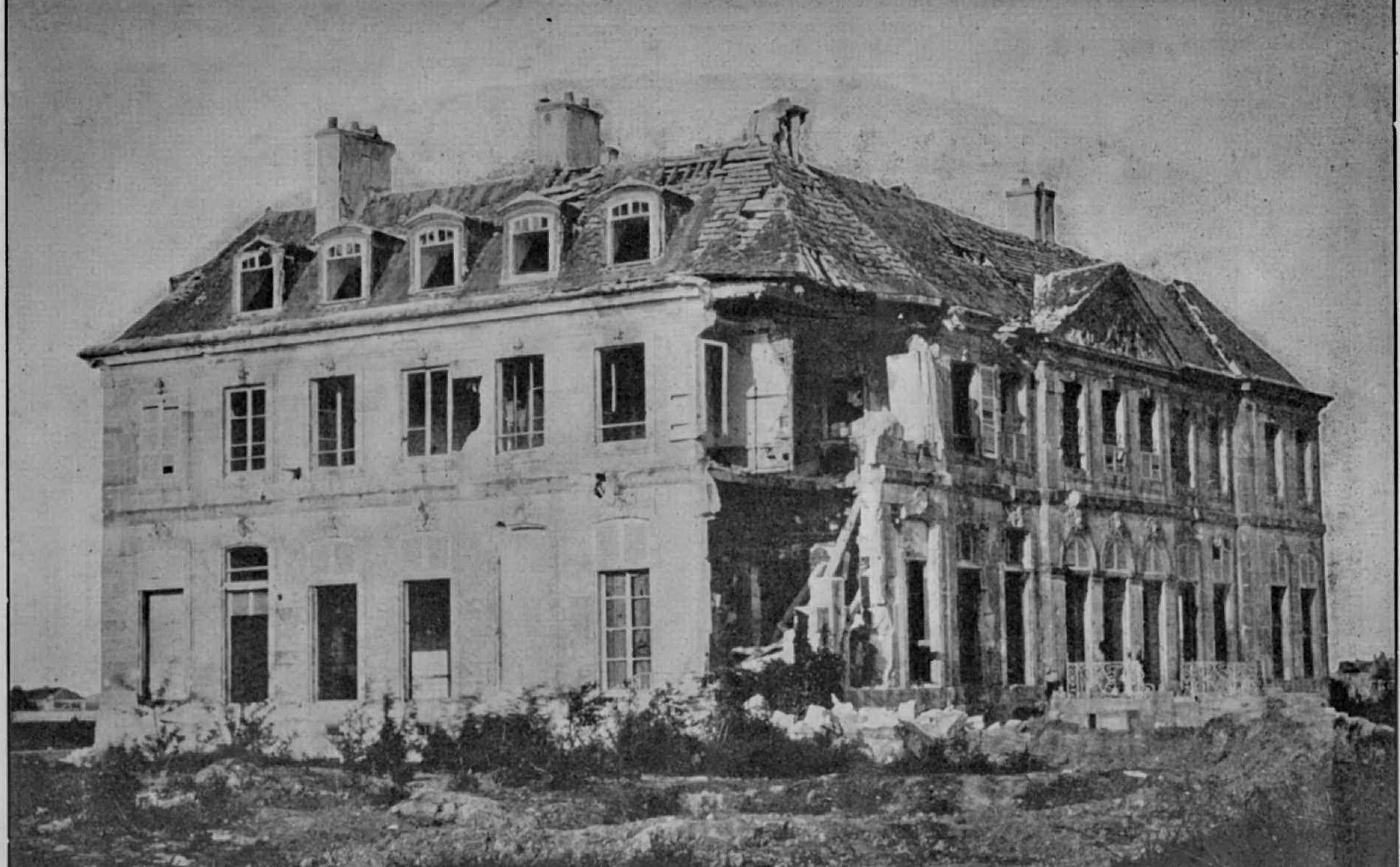
Schloss Stains nach der Bombardierung von 1870

Das Schloss Stains ist ein ehemaliges Schloss 13 Kilometer nordöstlich von Paris, das während des Deutsch-Französischen Krieges bei der Bombardierung von Stains am 12. Oktober 1870 zerstört wurde.
Das von einem Park mit Nebengebäuden umgebene Anwesen befand sich an der Stelle, an der heute die Cité-jardin liegt. Laut dem napoleonischen Kataster befand sich das Schloss auf dem heutigen Place Marcel-Pointet.
Dieses Schloss ist nicht mit dem 750 Meter südlich liegenden Schloss La Motte zu verwechseln, dessen Existenz seit 1361 belegt ist. Vom Schloss La Motte ist das Eingangsportal im Rocaille-Stil erhalten, das 2018 in die Mediathek Louis-Aragon eingegliedert wurde.

## Geschichte
Das Lehen Stains wurde 1598 von der Familie Harlay erworben und gehörte später Claude Coquille. Im Jahr 1714 beauftragte Toussaint Bellanger, der die Herrschaft gerade erworben hatte, Armand Claude Mollet, den Architekten des Élysée-Palastes, mit dem Bau eines neuen Schlosses in Stains. Später gehörte es Pierre-Laurent Hainguerlot, einem Geschäftsmann, der während des Direktoriums reich geworden war und auch das Schloss Villandry besaß, und später seinem Schwiegersohn Alphée Bourdon de Vatry. Der Architekt Louis-Martin Berthault war an Bauarbeiten beteiligt.

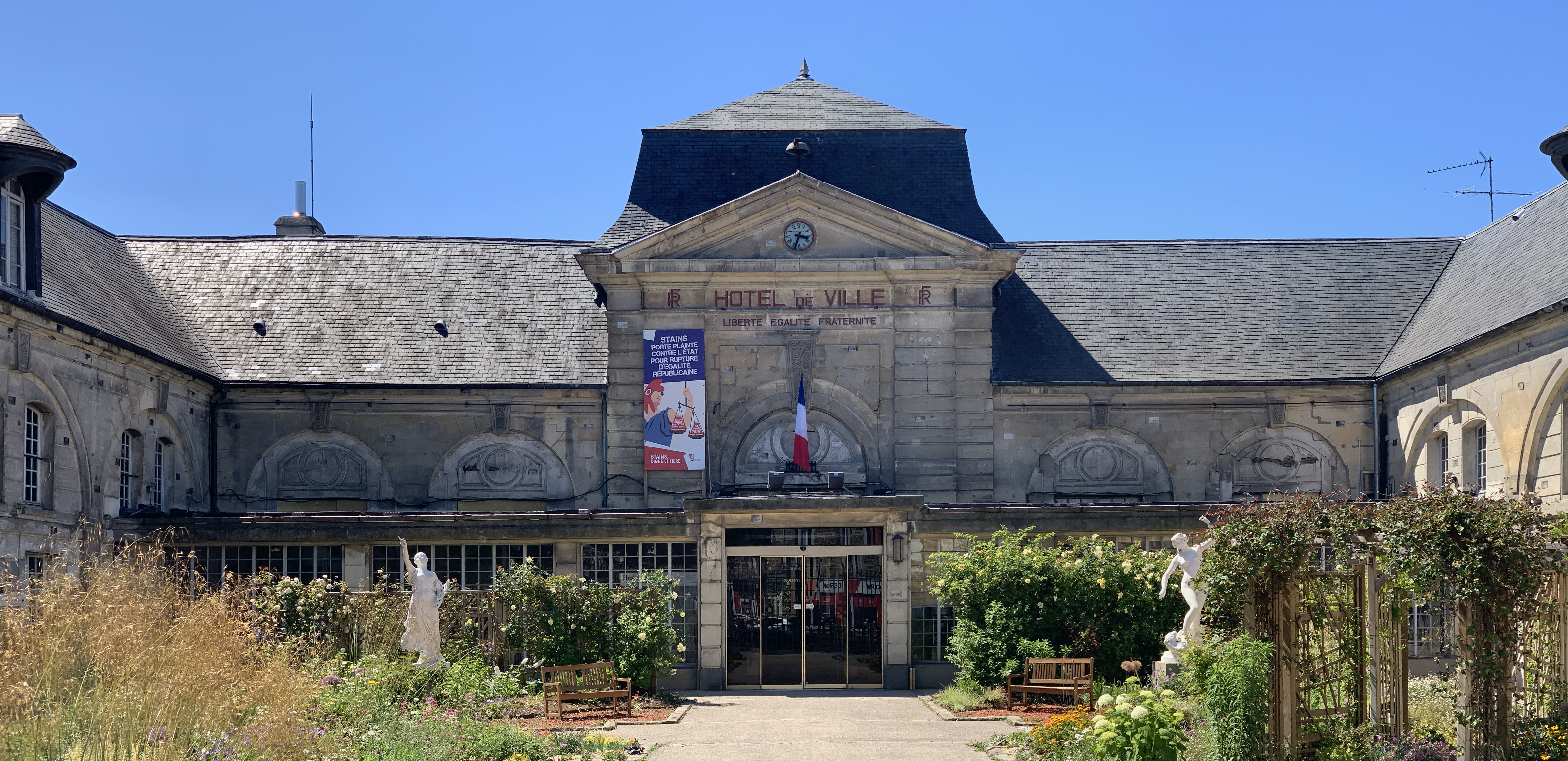
Das Hôtel de Ville von Stains, die früheren Stallungen des Schlosses

Das Schloss wurde 1870 stark beschädigt. 1883 stimmte die Stadt für den Kauf der ehemaligen Stallungen, die später zum Rathaus von Stains wurden und heute die einzigen Relikte des Schlosses sind. Anfang des 20. Jahrhunderts erwarb das Office public d’habitations à bon marché de la Seine das 28 Hektar große Gelände. Unter der Leitung von Henri Sellier wurde das Gelände zur Cité-jardin de Stains, die von Eugène Gonnot und Georges Albenque gebaut wurde, um Arbeiter und die Mittelschicht zu beherbergen.

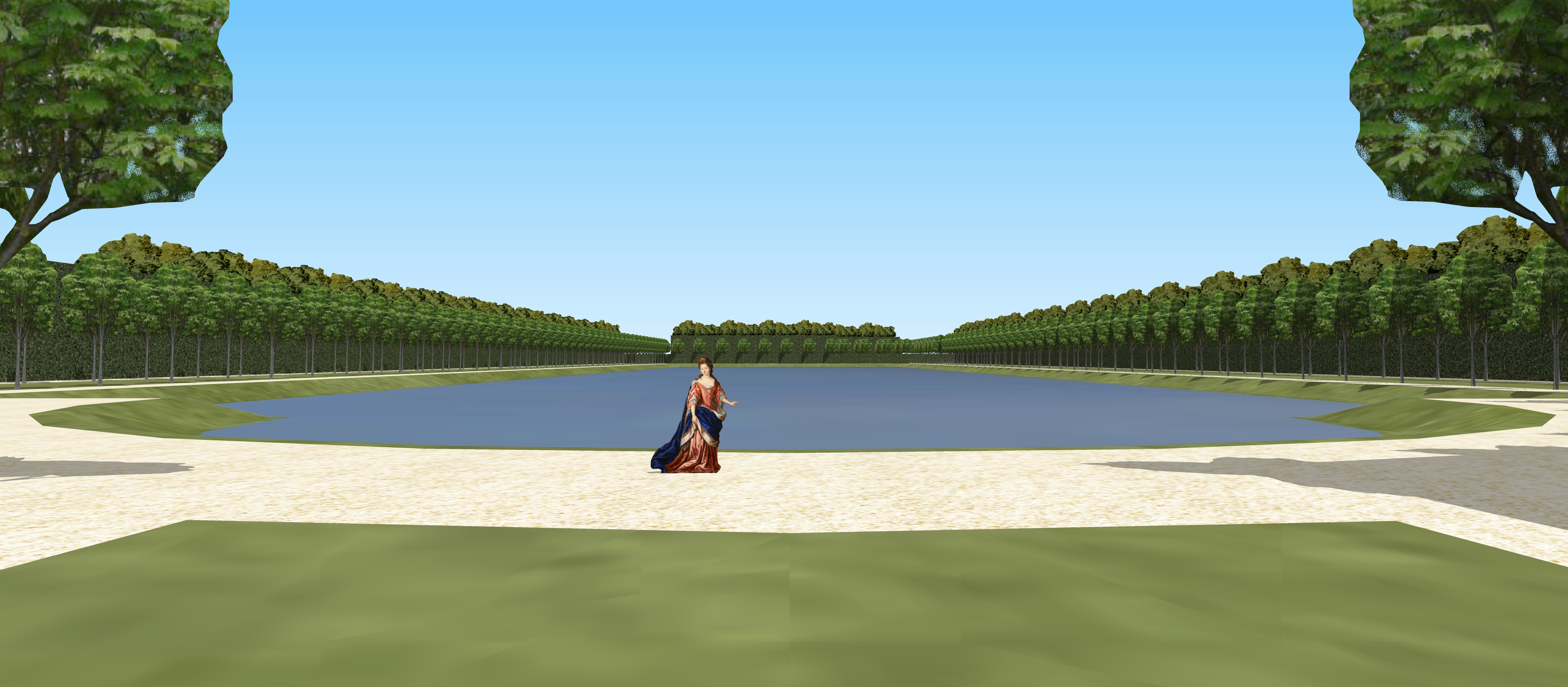
Simulation des Canal de Stains im 18. Jahrhundert
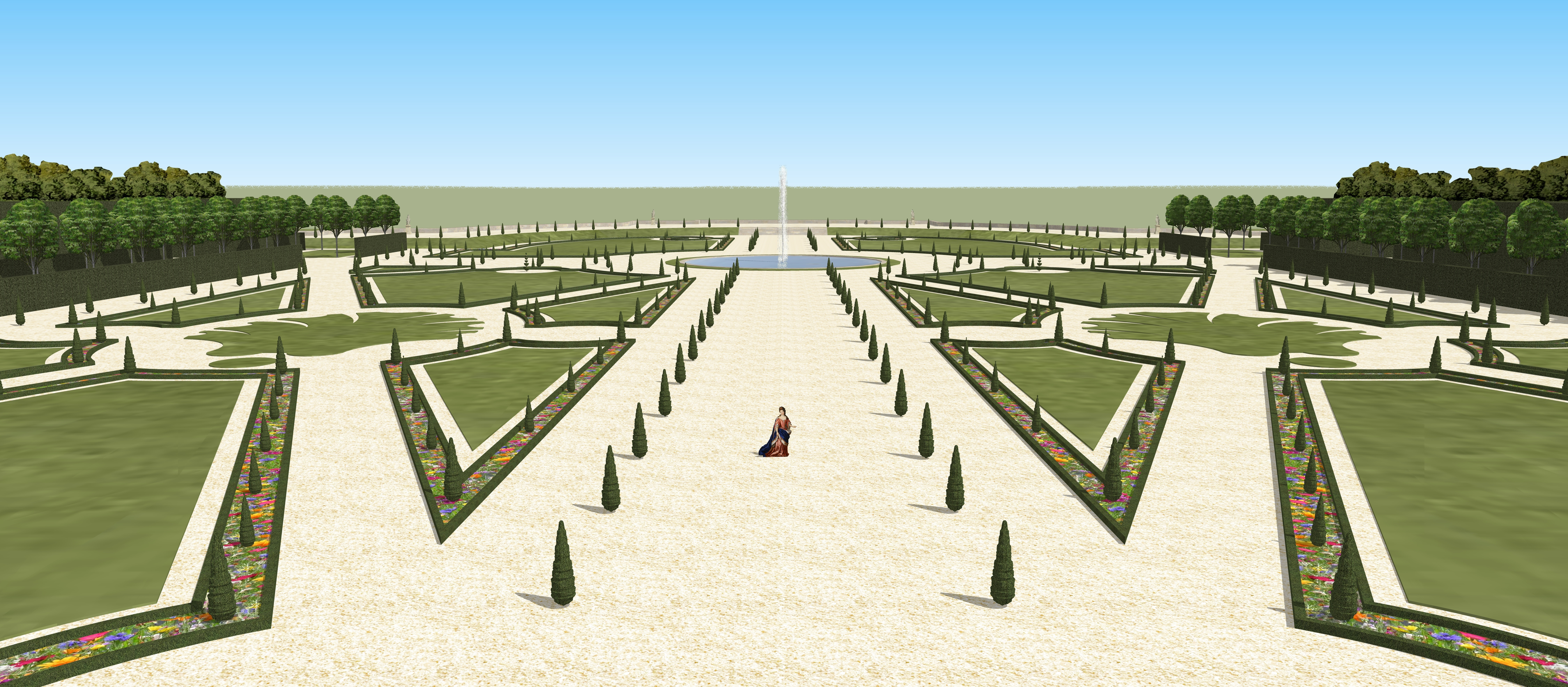
Simulation des Parterre vom Schloss aus gesehen